# Sébékoro 1
Pour les articles homonymes, voir Sébékoro.
Sébékoro 1 est une localité et une commune rurale malienne de l'arrondissement central de Kolokani dans le cercle de Kolokani et la région de Koulikoro.

## Villages
La commune s'étend sur 31 localités relevées lors du recensement général de 2009. 
Les villages les plus peuplés sont :
- Touzona (1 779 habitants) ;
- Missira (1 346 habitants) ;
- Sébékoro 2 (1 261 habitants)
- Diababougou (1 096 habitants)
- Sébékoro 1 (1 073 habitants)